# Contrôle Technique

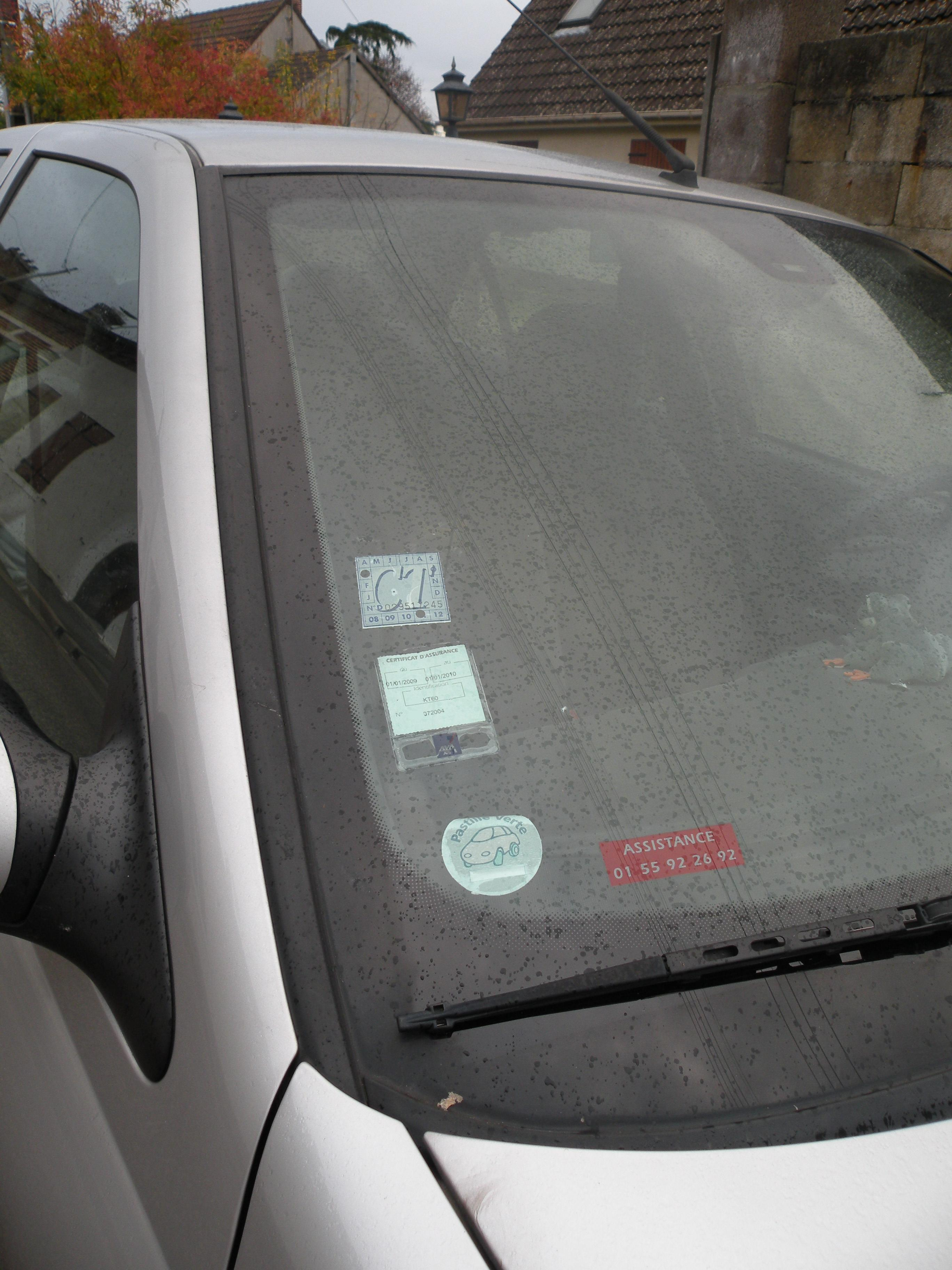
Aufkleber (oben) über bestandene Contrôle Technique (CT)

Die Contrôle Technique (CT, wörtlich technische Kontrolle) ist die in Frankreich rechtlich geforderte technische Überprüfung von Kraftfahrzeugen. Sie entspricht der Hauptuntersuchung in Deutschland, der wiederkehrenden Begutachtung in Österreich und der Motorfahrzeugkontrolle in der Schweiz. Die Contrôle Technique wurde in Frankreich am 18. Juni 1991 beschlossen und am 1. Januar 1992 als Pflicht eingeführt; sie führte zur Verschrottung etlicher Kraftfahrzeuge. Bis zu diesem Zeitpunkt gab es in Frankreich keine staatlich angeordnete, regelmäßige Untersuchung von Kraftfahrzeugen. 
Neufahrzeuge sind erstmals nach vier Jahren vorzuführen, danach alle zwei Jahre. Die Kosten sind landesweit unterschiedlich und beziffern sich durchschnittlich auf 79,52 Euro im Jahr 2023.
Die CT wird durch einen Aufkleber in der Windschutzscheibe nachgewiesen und auf der Carte Grise eingestempelt.